# Eoreuma confederata
Eoreuma confederata là một loài bướm đêm trong họ Crambidae.